# Loxoblemmus taicoun
Loxoblemmus taicoun är en insektsart som beskrevs av Henri Saussure 1877. Loxoblemmus taicoun ingår i släktet Loxoblemmus och familjen syrsor. Inga underarter finns listade i Catalogue of Life.